# Baldiri Reixac i Carbó
Baldiri Reixac i Carbó (Bell-lloc d'Aro, Ampurdán, enero de 1703-Ollers, Vilademuls,  15 de febrero de 1781) fue un pedagogo y religioso español.
La Fundación Carulla otorga anualmente, desde 1978 unos premios con su nombre a escuelas, maestros y alumnos: los Premios Baldiri Reixac.

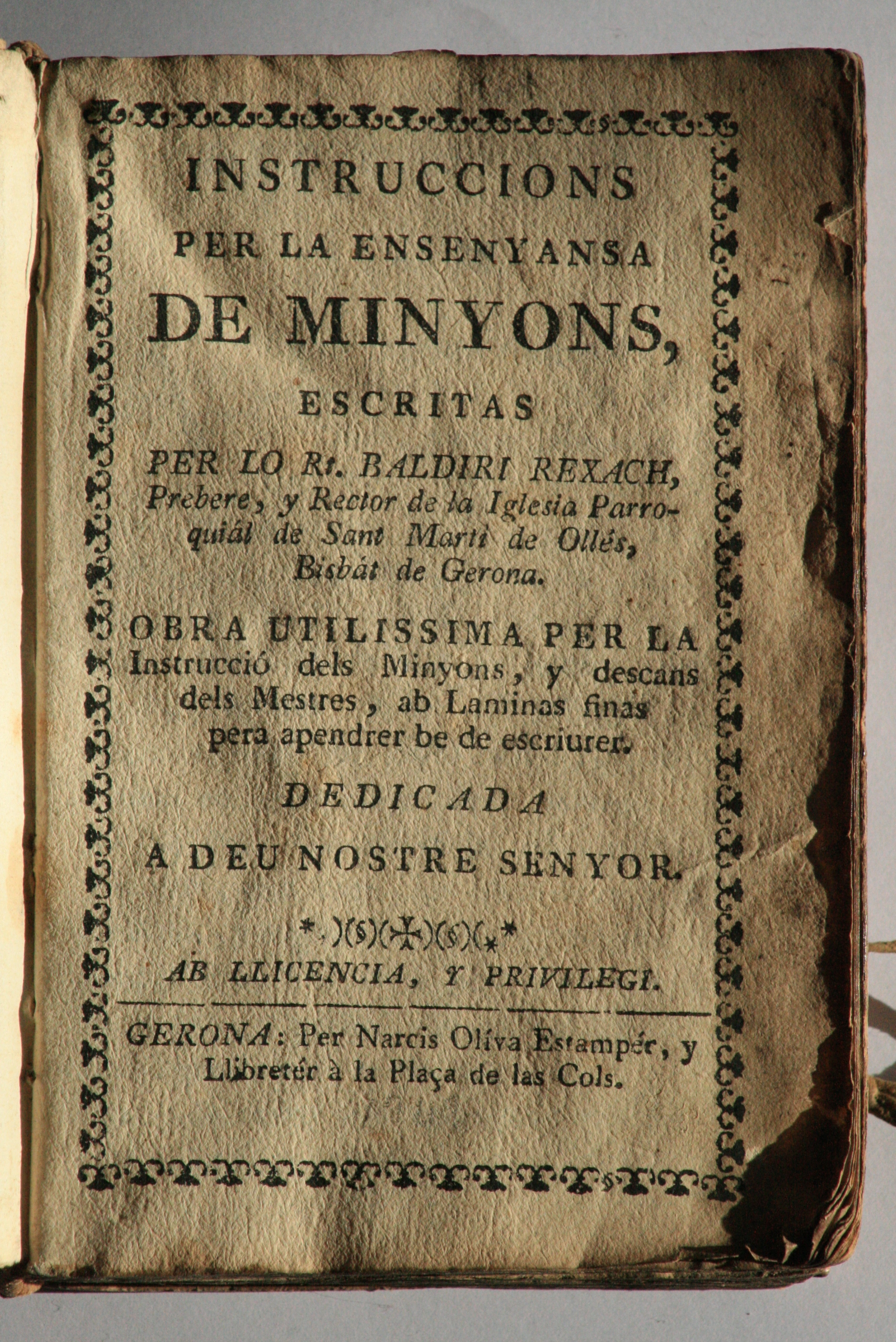
Portada de las Instruccions per a l'ensenyança de minyons. Edición hecha en Gerona en 1749.

Baldiri Reixac estudió en el seminario de Gerona. Siguió las enseñanzas de Charles Rollin, rector de la Universidad de París. Rigió la parroquia de San Martín de Ollers desde 1730 hasta 1781. en 1749 publicó el libro Instruccions per a l'ensenyança de minyons ('Instrucciones para la enseñanza de los niños'), un compendio universal ilustrado. En el libro se incluyen una enciclopedia, diccionarios y gramáticas, un tratado de pedagogía y un manual de instrucciones sobre temas varios.
Dejó inédito Llibre de diferents notes del que ha passat en aquesta rectoria, un libro de notas sobre lo acontecido en la rectoría. Escribió su obra en catalán de acuerdo con sus principios y su convencimiento de que se debía educar a los niños en su lengua materna y no en latín. Reixac defendía que los niños y niñas debían aprender cinco idiomas, en este orden: catalán, latín, castellano, francés e italiano.